# Эмилиано, Микеле
Микеле Эмилиано (итал. Michele Emiliano; род. 23 июля 1959, Бари, Апулия) — итальянский юрист и политик, губернатор Апулии (с 2015).

## Биография
Родился 23 июля 1959 года в Бари, сын профессионального футболиста Джованни Эмилиано и мелкой предпринимательницы Франки Эмилиано. Учился в школе в Болонье, куда на время переехала семья, но окончил школу и в 1983 году университет уже в Бари. В 1985 году прервал адвокатскую практику и начал работать в прокуратуре. В 1988 году переехал в Агридженто, где стал сотрудником известного судьи Розарио Ливатино. В 1990—1995 годах состоял в антимафиозных структурах в Бриндизи, с 1995 по 2003 год являлся прокурором в окружном антимафиозном управлении (DDA) родного Бари, где получил известность в качестве бескомпромиссного борца с организованной преступностью.
В 2004 году возглавил в Бари левоцентристскую коалицию c участием «Левых демократов», «Маргаритки», Партии коммунистического возрождения, Федерации зелёных и других партий. 12 июня 2004 года на местных выборах это объединение одержало победу, а сам Эмилиано был избран мэром Бари, получив 53,8 % голосов (его сильнейший соперник, представитель правоцентристской коалиции Луиджи Лобуоно, заручился поддержкой 41 % избирателей).
23 июня 2014 года занял должность асессора по правовым вопросам в Сан-Северо, а 26 июня 2015 года, в день официального провозглашения его губернатором Апулии, объявил об отставке.
30 января 2015 года в третьем туре президентских выборов в Италии с участием 969 выборщиков Эмилиано получил 2 голоса.

### Губернатор Апулии
31 мая 2015 года левоцентристская коалиция во главе с Демократической партией победила на региональных выборах в Апулии, и возглавивший её Эмилиано, заручившийся поддержкой 47,12 % избирателей, стал новым губернатором, сменив Ники Вендолу.
В ходе подготовки референдума по вопросу реформы Конституции, состоявшегося 4 декабря 2016 года, Эмилиано выступал против позиции правительства Ренци и агитировал избирателей голосовать против предлагаемой реформы.
После поражения на конституционном референдуме в ДП начался политический кризис, в ходе которого Эмилиано и губернатор Тосканы Энрико Росси вместе с ветеранами Пьером Луиджи Берсани и Массимо Д’Алема вошли в число лидеров оппозиции бывшему премьеру, национальному секретарю ДП Маттео Ренци. В частности, они выступили против инициативы Ренци за проведение досрочных парламентских выборов и требовали сохранения правительства Джентилони до истечения срока полномочий парламента в 2018 году.
13 февраля 2017 года, выступая на заседании дирекции Демократической партии, Эмилиано высказался против проведения партийного съезда до принятия нового избирательного закона, а также заявил о намерении выставить свою кандидатуру на будущих выборах национального секретаря партии.
29 марта 2017 года дал в прокуратуре Рима свидетельские показания против министра спорта Луки Лотти и Тициано Ренци (отца Маттео Ренци) в рамках расследования злоупотреблений в компании государственных закупок Consip (Эмилиано передал следователям sms-сообщения, которыми обменивались Лотти и Ренци-старший).
30 апреля 2017 года Маттео Ренци вновь одержал победу на прямых выборах лидера ДП, получив поддержку 70 % избирателей (1 283 389 голосов); за Эмилиано проголосовали 10,5 %.
В декабре 2018 года объявил о выходе из Демократической партии ввиду решения Конституционного суда о запрете для магистратов членства в политических партиях, но заявил, что продолжит поддерживать ДП.
20-21 сентября 2020 года в Италии состоялись региональные выборы, итоги которых в Апулии принесли новый успех Эмилиано. Возглавляемая им широкая коалиция левоцентристских сил, выстроенная из мелких местных списков вокруг Демократической партии, получила 46,8 % голосов, что обеспечило ей 27 мест в региональном совете против 17, доставшихся правоцентристам во главе с бывшим губернатором Раффаэле Фитто.
26 июля 2021 года Эмилиано своим указом запретил на период до 31 августа полевые работы в сельском хозяйстве в дневное время с 12.30 до 16.00 при температуре воздуха выше установленного предела (решение было принято после гибели 27-летнего рабочего в окрестностях Бриндизи).

## Награды
- Орден преподобного Серафима Саровского 3 степени (РПЦ, 2017 год)[15].